# معاهدات الاتحاد الأوروبي
معاهدات الاتحاد الأوروبي، (بالإنجليزية: Treaties of the European Union)‏. هي مجموعة من المعاهدات الدولية بين الدول الأعضاء في الاتحاد الأوروبي (EU) التي تحدد الأساس الدستوري للاتحاد الأوروبي. أنها تنشئ مختلف مؤسسات الاتحاد الأوروبي جنبا إلى جنب مع صلاحياتها وإجراءاتها وأهدافها. لا يمكن للاتحاد الأوروبي التصرف إلا ضمن الاختصاصات الممنوحة له من خلال هذه المعاهدات ويتطلب تعديل المعاهدات الموافقة والتصديق (وفقًا للإجراءات الوطنية الخاصة به) لكل موقّع.

## المعاهدات
هناك معاهدتان وظيفيتان أساسيتان، معاهدة الاتحاد الأوروبي (التي وقعت أصلا في ماستريخت في عام 1992) ومعاهدة عمل الاتحاد الأوروبي (التي وقعت في الأصل في روما عام 1957 بوصفها المعاهدة المنشئة للجماعة الاقتصادية الأوروبية)، تبين كيفية قيام الاتحاد الأوروبي تعمل، وهناك عدد من المعاهدات الساتلية التي تكون مترابطة معهم. تم تعديل المعاهدات مراراً وتكراراً من قبل المعاهدات الأخرى على مدى 65 سنة منذ توقيعها لأول مرة. وتنشر المفوضية الأوروبية بانتظام الصيغة الموحدة للمعاهدتين الأساسيتين.
المعاهدتان الرئيسيتان اللتان يستند إليهما الاتحاد الأوروبي هما معاهدة الاتحاد الأوروبي (معاهدة ماستريخت، التي أصبحت فعالة منذ عام 1993) ومعاهدة عمل الاتحاد الأوروبي (TFEU؛ معاهدة روما، منذ عام 1958). تم تغيير هذه المعاهدات الرئيسية (بالإضافة إلى البروتوكولات والإعلانات المرفقة بها) من خلال تعديل المعاهدات مرة واحدة على الأقل منذ عقد من نفاذها، وآخرها معاهدة لشبونة التي دخلت حيز التنفيذ في عام 2009. معاهدة لشبونة جعلت أيضًا الميثاق. الحقوق الأساسية ملزمة قانونًا، رغم أنها تبقى وثيقة منفصلة.

### معاهدة الاتحاد الأوروبي
ينقسم نص المعاهدة إلى ستة أجزاء:
- الجزء الأولى، أحكام عامة:

تتناول المادة الأولى مع أحكام مشتركة. المادة 1 تنشئ الاتحاد الأوروبي على أساس الجماعة الأوروبية وتضع القيمة القانونية للمعاهدات. وتنص المادة الثانية على أن الاتحاد الأوروبي «يقوم على قيم احترام الكرامة الإنسانية والحرية والديمقراطية والمساواة وسيادة القانون واحترام حقوق الإنسان، بما في ذلك حقوق الأشخاص المنتمين إلى أقليات». تشترك الدول الأعضاء في «مجتمع تسود فيه التعددية وعدم التمييز والتسامح والعدالة والتضامن والمساواة بين النساء والرجال».
ثم تنص المادة 3 على أهداف الاتحاد الأوروبي في ست نقاط. الأول هو ببساطة تعزيز السلام والقيم الأوروبية ورفاهية مواطنيها. والثاني يتعلق بحرية الحركة مع وجود ضوابط حدودية خارجية. النقطة الثالثة تتعامل مع السوق الداخلي. النقطة الرابعة تنشئ اليورو. تنص النقطة 5 على أن الاتحاد الأوروبي سيعزز قيمه، ويسهم في القضاء على الفقر، ومراعاة حقوق الإنسان واحترام ميثاق الأمم المتحدة. تنص النقطة السادسة الأخيرة على أن الاتحاد الأوروبي سيتابع هذه الأهداف بـ «الوسائل المناسبة» وفقاً لصلاحياته المنصوص عليها في المعاهدات.
- الجزء الثاني، أحكام بشأن المبادئ الديمقراطية:

المادة 9 تحدد المساواة بين المواطنين والمواطنة في الاتحاد الأوروبي. المادة 10 تعلن أن الاتحاد الأوروبي قد تم تأسيسه في ديمقراطية تمثيلية ويجب أن تؤخذ القرارات بأكبر قدر ممكن من المواطنين. إنها تشير إلى الأحزاب السياسية الأوروبية وكيف يتم تمثيل المواطنين: مباشرة في البرلمان وحكوماتهم في المجلس والمجلس الأوروبي - الخاضعين للمساءلة أمام البرلمانات الوطنية. تنص المادة 11 على شفافية الحكومة، وتعلن أنه يجب إجراء مشاورات واسعة، وتقديم حكم على التماس يمكن فيه على الأقل مليون مواطن تقديم التماس إلى اللجنة للتشريع في مسألة قانونية. المادة 12 تمنح البرلمانات الوطنية مشاركة محدودة في العملية التشريعية.
- الجزء الثالث، أحكام على المؤسسات:

تحدد المادة 13 المؤسسات حسب الترتيب التالي وتحت الأسماء التالية: البرلمان الأوروبي، والمجلس الأوروبي، والمجلس، والمفوضية الأوروبية، ومحكمة العدل التابعة للاتحاد الأوروبي، والبنك المركزي الأوروبي، ومحكمة مراجعي الحسابات. وهي تلزم التعاون بين هذه الحقوق وتحد من صلاحياتها للصلاحيات في المعاهدات.
وتتناول المادة 14 أعمال البرلمان وانتخابه، والمادة 15 مع المجلس الأوروبي ورئيسه، والمادة 16 مع المجلس وتشكيلاته والمادة 17 مع اللجنة وتعيينها. المادة 18 تنشئ الممثل السامي لاتحاد الشؤون الخارجية والسياسة الأمنية وتضع المادة 19 محكمة العدل.
- الجزء الرابع، أحكام بشأن التعاون المعزز:

يحتوي العنوان 4 على مقالة واحدة فقط تسمح لعدد محدود من الدول الأعضاء بالتعاون في الاتحاد الأوروبي إذا قام آخرون بحظر التكامل في هذا المجال.
- الجزء الخامس، أحكام عامة بشأن الإجراء الخارجي للاتحاد وأحكام محددة بشأن السياسة الخارجية والأمنية المشتركة:

يتضمن الفصل الأول من هذا العنوان المادتين 21 و 22. وتتناول المادة 21 المبادئ التي تحدد السياسة الخارجية للاتحاد الأوروبي؛ بما في ذلك الامتثال لميثاق الأمم المتحدة، وتعزيز التجارة العالمية، والدعم الإنساني والحوكمة العالمية. تمنح المادة 22 المجلس الأوروبي، بالاجماع، السيطرة على تحديد السياسة الخارجية للاتحاد الأوروبي.
وينقسم الفصل 2 أيضا إلى أقسام. توضح الأحكام المشتركة الأولى، تفاصيل المبادئ التوجيهية وأداء السياسة الخارجية للاتحاد الأوروبي، بما في ذلك إنشاء خدمة العمل الخارجي الأوروبي ومسؤوليات الدول الأعضاء. وتتناول المادة 42، المواد 42 إلى 46، التعاون العسكري (بما في ذلك التعاون المنظم الدائم والدفاع المتبادل).
- الجزء السادس، الأحكام الختامية:

المادة 47 تنشئ شخصية قانونية للاتحاد الأوروبي. المادة 48 تتناول طريقة تعديل المعاهدات؛ على وجه التحديد إجراءات المراجعة العادية والمبسطة. المادة 49 تتناول طلبات الانضمام إلى الاتحاد الأوروبي والمادة 50 مع الانسحاب. وتتناول المادة 51 البروتوكولات الملحقة بالمعاهدتين والمادة 52 مع التطبيق الجغرافي للمعاهدة. وتنص المادة 53 على أن المعاهدة سارية المفعول لفترة غير محدودة، وأن المادة 54 تتناول التصديق و 55 مع الصيغ اللغوية المختلفة للمعاهدات.

## البروتوكولات
1. حول دور البرلمانات الوطنية في الاتحاد الأوروبي [1]
2. على تطبيق مبادئ التفريع والتناسب
3. على النظام الأساسي لمحكمة العدل التابعة للاتحاد الأوروبي
4. على النظام الأساسي للنظام الأوروبي للبنوك المركزية والبنك المركزي الأوروبي
5. على النظام الأساسي للبنك الأوروبي للاستثمار
6. على موقع مقار المؤسسات وبعض الهيئات والمكاتب والوكالات والإدارات التابعة للاتحاد الأوروبي
7. بشأن امتيازات وحصانات الاتحاد الأوروبي
8. فيما يتعلق بالمادة 6 (2) من معاهدة الاتحاد الأوروبي بشأن انضمام الاتحاد إلى الاتفاقية الأوروبية لحماية حقوق الإنسان والحريات الأساسية
9. بناء على قرار المجلس المتعلق بتنفيذ المادة 16 (4) من معاهدة الاتحاد الأوروبي والمادة 238 (2) من المعاهدة المتعلقة بأداء الاتحاد الأوروبي في الفترة ما بين 1 نوفمبر 2014 و 31 مارس 2017 يد واحدة، واعتبارا من 1 أبريل 2017 من ناحية أخرى
10. بشأن التعاون المنظم الدائم المنشأ بموجب المادة 42 من معاهدة الاتحاد الأوروبي
11. على المادة 42 من معاهدة الاتحاد الأوروبي
12. حول إجراءات العجز المفرط
13. على معايير التقارب
14. على مجموعة اليورو
15. بشأن بعض الأحكام المتعلقة بالمملكة المتحدة لبريطانيا العظمى وأيرلندا الشمالية
16. بشأن بعض الأحكام المتعلقة بالدنمارك
17. على الدنمارك
18. على فرنسا
19. على مكتسبات شنغن المدمجة في إطار الاتحاد الأوروبي
20. بشأن تطبيق جوانب معينة من المادة 26 من المعاهدة بشأن عمل الاتحاد الأوروبي في المملكة المتحدة وأيرلندا
21. بشأن موقف المملكة المتحدة وايرلندا فيما يتعلق بمنطقة الحرية والأمن والعدالة
22. على موقف الدنمارك
23. على العلاقات الخارجية للدول الأعضاء فيما يتعلق بعبور الحدود الخارجية
24. بشأن اللجوء لمواطني الدول الأعضاء في الاتحاد الأوروبي
25. على ممارسة الكفاءة المشتركة
26. على الخدمات ذات الاهتمام العام
27. في السوق الداخلية والمنافسة
28. على التماسك الاقتصادي والاجتماعي والإقليمي
29. على نظام البث العام في الدول الأعضاء
30. بشأن تطبيق ميثاق الحقوق الأساسية للاتحاد الأوروبي في بولندا والمملكة المتحدة
31. بشأن الواردات إلى الاتحاد الأوروبي للمنتجات النفطية المكررة في جزر الأنتيل الهولندية
32. على الاستحواذ على الممتلكات في الدنمارك
33. بخصوص المادة 157 من معاهدة تشغيل الاتحاد الأوروبي
34. بشأن الترتيبات الخاصة لغرينلاند
35. على المادة 40.3.3 من دستور أيرلندا

- البروتوكول المعدل للبروتوكول المتعلق بالأحكام الانتقالية[1]

1. بشأن الأحكام الانتقالية
2. بشأن العواقب المالية لانتهاء صلاحية معاهدة التعاون بشأن الأسلحة الكيميائية (ECSC) وعلى صندوق البحوث الخاص بالفحم والصلب.[2]